# Chicago's 30
Chicago's 30 è un videogioco pubblicato nel 1988 per Amstrad CPC, Atari ST, Commodore 64, MSX e ZX Spectrum. Prodotto originariamente dalla spagnola Topo Soft per la Erbe Software (edizione singola per Atari ST e nella raccolta Erbe 88 per gli altri computer), venne pubblicato anche da U.S. Gold nel 1989 con il titolo Chicago 30's. Nel gioco, ambientato nella Chicago degli anni '30, si controlla il detective in borghese Elliot in un conflitto a fuoco contro orde di gangster al servizio di Al Capone.

## Modalità di gioco
Il gioco è uno sparatutto a scorrimento verso destra con visuale di profilo. I personaggi camminano solo orizzontalmente ma a seconda della zona possono esserci due piani collegati ogni tanto da scalette.
Elliot è armato di mitragliatore con colpi illimitati, che può sparare anche verso l'alto e in diagonale, e di granate limitate. Può inoltre buttarsi a terra e sparare sdraiato.
Ci sono in tutto 4 livelli: il porto, i sobborghi, la città e il deposito clandestino dei contrabbandieri di alcool. Nei livelli 2 e 3 si dispone inizialmente di un'automobile, che protegge dai proiettili, ma ha durata limitata; colpendo i nemici si prolunga la durata dell'auto, ma per questo è necessario esporsi sporgendosi dal finestrino.
Anche i nemici possono attaccare con delle auto, vulnerabili solo alle granate.
Ai bordi dello schermo, attorno all'area di gioco vera e propria, si vedono i dettagli di un cinema, come se il gioco stesso fosse il film che viene proiettato.

## Accoglienza
La stampa dell'epoca giudicò il titolo in modo molto variabile, da buono a scarso, ma in ogni caso lo schema di gioco viene visto come poco originale, simile ad esempio a RoboCop o Dragon Ninja. Alcune riviste inoltre lo descrivono come un gioco piuttosto difficile.